# Herbert Ferber
Herbert Ferber, nome d'arte di Herbert Silvers (New York, 30 aprile 1906 – Egremont, 20 luglio 1991), è stato un pittore, scultore, odontoiatra e docente statunitense, rappresentante del movimento artistico dell'espressionismo astratto.

## Biografia

### Formazione
Nel 1923 si diploma alla Morris High School nel Bronx e collabora come giornalista sportivo al New York Herald Tribune. Nel 1927 si laurea in scienze, letteratura e storia dell'arte al College of the City of New York (ora City College of New York). Frequenta anche i corsi di odontotecnica e parodontologia alla Columbia University e si laurea nel 1930. Durante gli studi scopre di avere attitudine al disegno e, per approfondire tecniche e stili, si iscrive ai corsi serali del Beaux-Arts Institute of Design; segue poi un semestre alla National Academy of Design dove vince una borsa di studio per lavorare alla Fondazione Louis Comfort Tiffany di Oyster Bay. Conosce altri artisti tra cui William Zorach che lo incoraggia a sperimentare la scultura in legno e in pietra da autodidatta; preferirà in seguito studiare e sperimentare in totale autonomia e affrancarsi dall'accademismo proposto dalle scuole frequentate. Per vivere inizia a svolgere la professione di dentista part-time e di docente alla scuola di odontoiatria, impieghi che lo occuperanno fino agli anni '50. Come dentista si presenta con il nome e cognome Herbert Silvers, come artista usa il nome e il secondo nome, Herbert Ferber, due diverse identità per evitare di essere considerato un dilettante, un professionista che si occupa di arte solo per hobby.
Sposa Sonia Stirt nel 1932, Ilse Falk nel 1944 e la fotografa Edith Popiel nel 1967. 

Muore il 20 agosto 1991 a causa di un carcinoma delle vie biliari nella sua residenza estiva di Egremont.

### Carriera artistica
Nel 1935 entra a far parte delle Midtown Galleries di New York, dove due anni più tardi terrà la sua prima mostra personale. Il suo lavoro in questo periodo è principalmente figurativo e immaginifico, influenzato in parte dall'interesse per gli espressionisti tedeschi e in parte dalla scultura africana e precolombiana. 

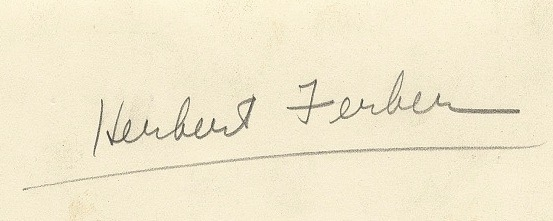

Partecipa al primo Congresso degli artisti americani e diventa membro della Artists Union, un gruppo di artisti principalmente influenzato dal Partito Comunista, da cui però Ferber resta presto deluso. Verso la metà degli anni trenta si unisce ad artisti antistalinisti, fra loro: Ilya Bolotowsky, Adolph Gottlieb, Mark Rothko, Meyer Schapiro, David Smith, Bradley Walker Tomlin; insieme danno vita alla Federazione dei pittori e degli scultori moderni, spin-off dello schieramento comunista del Congresso degli artisti americani.
Nel 1938 compie un viaggio in Europa dove scopre la scultura romanica; si ferma a Roma ma, a causa del regime fascista, la permanenza sarà breve.

A metà degli anni '40, poco prima di iniziare a lavorare con il metallo saldato, Ferber riconosce di essere fortemente influenzato dall'opera di Henry Moore. In un'intervista nel 1968 dichiara: 
(Herbert Farber)
Nel 1945, dopo aver abbandonato del tutto la lavorazione del legno, inizia a sperimentare il cemento armato con l'acciaio, la scultura astratta e la saldatura dei metalli. Tra la fine degli anni '40 e i primi '50 si unisce al gruppo degli espressionisti astratti che ruotano intorno alla Betty Parsons Gallery, dove inizia a maturare e svilupparsi quella che in seguito diverrà nota come la New York School; frequenta inoltre l'Art of This Century di Peggy Guggenheim e si interessa al surrealismo, dedicando molto tempo alla pittura.
Le sculture più famose Ferber inizia a realizzarle negli anni '50; sono forme aperte e vuote, in metallo saldato. Sebbene astratti, i loro titoli e le forme appuntite spesso alludono a forze in conflitto. Seguono opere chiamate roofed sculptures (sculture coperte), alcune delle quali pendono dal soffitto mentre altre si alzano dal pavimento, altre ancora dette cage works sono ingabbiate all'interno di grandi forme quadrate. Nel 1952 interviene nella facciata della Congregation B'nai Israel di Millburn scolpendo in rilievo l'opera intitolata "And the bush was not consumed".
Negli anni '60 il suo lavoro evolve verso la scultura ambientale e architettonica site-specific, di forma astratta; progetta e realizza complessi scultorei su grande scala, che vengono collocati in spazi interni, pensati per consentire al visitatore un'esperienza immersiva, una visita dentro la scultura stessa. Una di queste installazioni viene collocata al Whitney Museum of American Art dove occupa un'intera stanza; si tratta di un grande elemento in fibra di vetro praticabile all'interno, intitolato "Sculpture as Environment" (1961). 
Alla sua morte nel 1991 il New York Times scrive: 
(New York Times)
Negli anni '70, l'interesse a lungo coltivato da Ferber per la pittura, culmina in rilievi e sculture dipinte che combinano la forma tridimensionale con il colore, attività che gli consentirà di affermarsi anche come pittore.
Nel 1971, in qualità di tutore di Kate, figlia di Mark Rothko, Ferber accusa gli esecutori testamentari di essersi accordati con la Marlborough Gallery di Londra affinché questa risultasse unica proprietaria delle opere di Rothko. Nell'ottobre 1974 l'esito del processo porta all'allontanamento degli esecutori e alla condanna per frode della galleria stessa a cui vengono comminate pesantissime multe. I dipinti detenuti dalla galleria, circa 650, vengono restituiti ai figli di Rothko, Kate e Christopher. Nel 1986 la Fondazione Mark Rothko, poi sciolta, distribuirà alcune di queste opere ai più grandi musei internazionali.

### In Italia
Insieme ai più importanti scultori internazionali dell'epoca, nel 1962 partecipa alla mostra Sculture nella città organizzata da Giovanni Carandente nell'ambito del V Festival dei Due Mondi a Spoleto. Presenta una scultura in bronzo intitolata Calligraph with cluster, 1961. La prima mostra personale italiana viene allestita nel 1988 a Milano nella Galleria Lorenzelli Arte, poi di nuovo nel 2019.

## Ferber nei musei
(Elenco parziale)
- Centre Pompidou (Parigi)[15]
- Albright-Knox Art Gallery (Buffalo, New York)[16]
- Cantor Arts Center (Stanford University, Palo Alto, California)[17]
- Dallas Museum of Art (Dallas, Texas)
- Honolulu Museum of Art
- National Gallery of Art (Washington, D. C.)[18]
- Neuberger Museum of Art (Purchase College, Purchase, New York)
- Newark Museum (Newark, New Jersey)
- Pennsylvania Academy of the Fine Arts
- Saint Louis Art Museum (St. Louis, Missouri)
- Whitney Museum of American Art (New York City)
- Yale University Art Gallery (New Haven, Connecticut)
- Empire State Plaza (Albany, New York)
- Jewish Museum (Manhattan)
- Valerie Carberry Gallery (Chicago)[19]
- National Gallery of Art[20]
- Solomon R. Guggenheim Museum[21]
- Conner-Rosenkranz, New York[22]
- Michael Rosenfeldart Gallery, New York[23]
- Storm King Art Center, New Windsor[24]
- Art in Embassies[25]